# Téberda
Cet article concerne la rivière. Pour la ville, voir Teberda.
La Téberda (en russe : Теберда ; en karatchaï-balkar : Теберди) est une rivière de Ciscaucasie, situé en Russie dans la république autonome karatchaïévo-tcherkesse. C'est un affluent gauche du Kouban.

## Toponymie
Son nom provient de la langue karatchaï Teïberdi, d'après des transcriptions de la première moitié du XIXe siècle, ce qui peut se traduire de différentes manières : hameau de vallée (c'est la signification de Téberda en langue tcherkesse). Il existait jusqu'au XVIIe siècle de petits hameaux juridiquement séparés le long de la vallée. Ce serait une déformation du karatchaï tab djerdi, ce qui signifie « lieu agréable », ou bien de teïri berdi, ce qui signifie « don de Dieu ».

## Description
Cette rivière de montagne possède un cours de 60 kilomètres et un bassin de 1 080 km2. Elle descend de manière abrupte prenant sa source au versant du Dombaï et se jette dans le Kouban à Karatchaïevsk. Son débit est rapide et puissant et le plus haut entre juillet et août. Son débit moyen à quarante-cinq kilomètres de son embouchure est de 27,2 m3/s. Elle est prise par des glaçons en hiver (chouga). Cette rivière est appréciée des touristes par la beauté de ses chutes, de ses formations de petits lacs montagneux.
Elle traverse la petite ville climatique de Teberda à qui elle a donné son nom et la route militaire de Soukhoumi longe sa vallée. C'est dans ses hauteurs que se trouve la réserve naturelle de Teberda.